# Twierdza Siujreńska

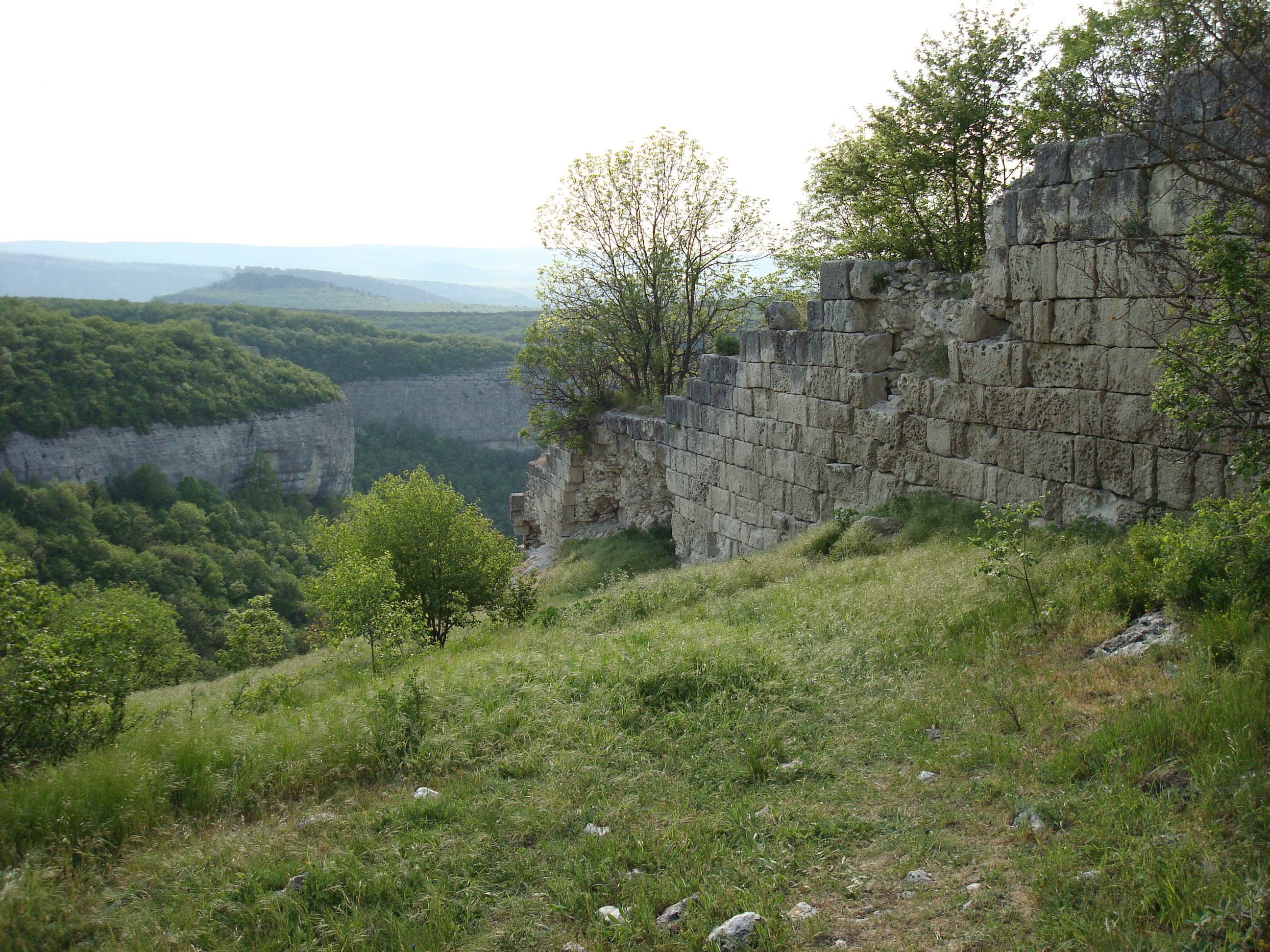
Twierdza Siujreńska, pozostałości muru obronnego.

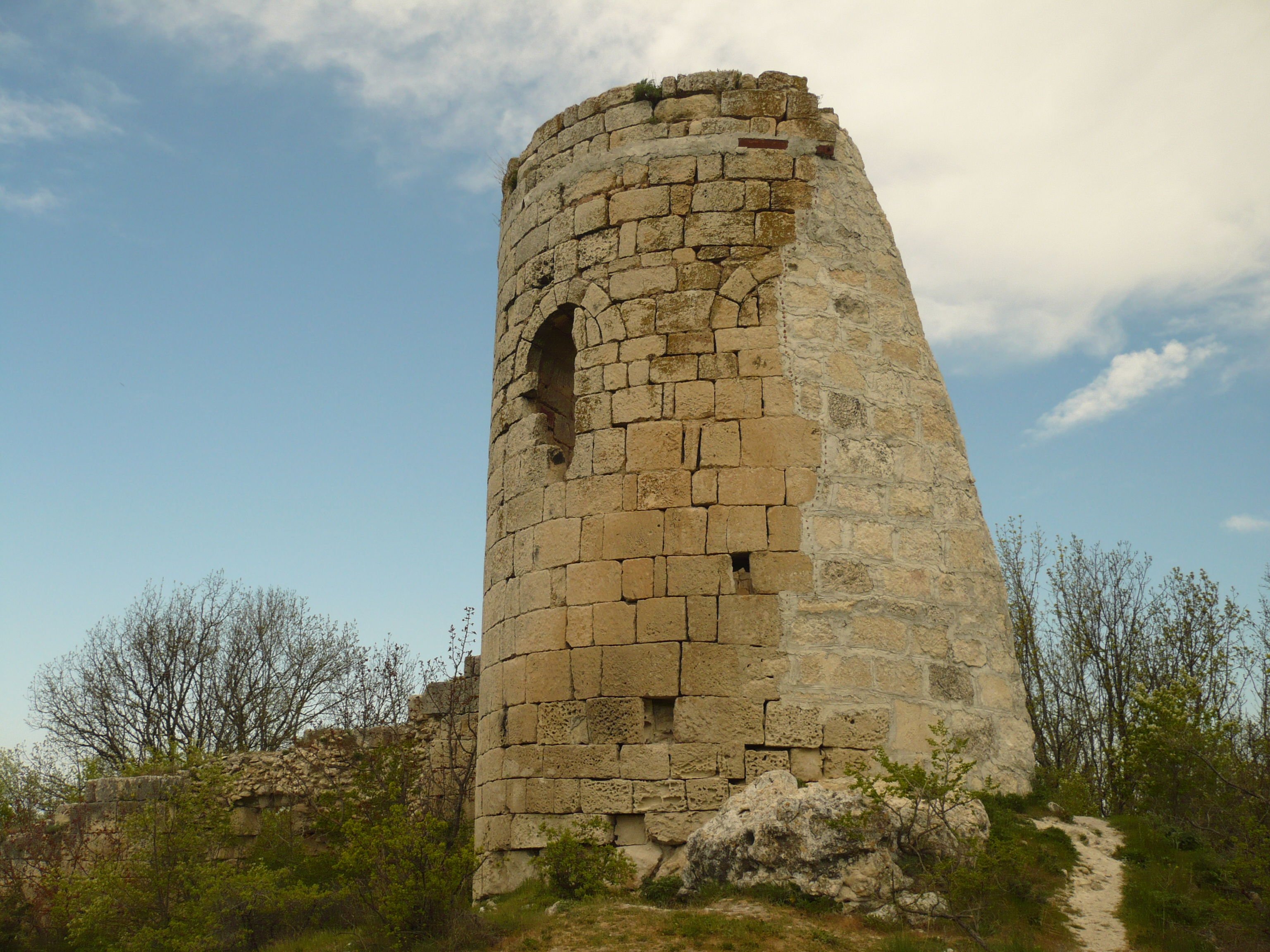
Twierdza Siujreńska, baszta.

Twierdza Siujreńska (ukr. Сюйреньська фортеця, ros. Сюйреньская крепость) – średniowieczna twierdza bizantyjska w zachodniej części Krymu na Ukrainie, leżąca koło wsi Małosadowoje i około 15 km od Bakczysaraju. 

Nazwa twierdzy oznacza Ostra pika, znajduje się ona na płaskowyżu tworzącym szczytową powierzchnię cypla skalnego o nazwie Kułe-Burun wchodzącego w dolinę rzeki Belbek, kilkaset metrów od skalnego klasztoru Cziłter-Koba zajmującego sąsiedni cypel skalny. Twierdza leży na końcu cypla powierzchni 1,7 ha który kończy się z każdej strony wysokimi urwiskami skalnymi. Od reszty cypla oddzielona jest murem zbudowanym z bloków wapienia. Ma on według różnych badaczy od 94 do 110 metrów długości, 2,5 grubości i 4,8 m wysokości. W środkowej części znajduje się okrągła, obronna baszta średnicy 8 m i wysokości 10 m, przy której znajdowała się jedyna brama wjazdowa. Na wyższym piętrze baszty urządzono cerkiew prawosławną ze ścianami i kopułą bogato dekorowaną freskami, widocznymi jeszcze w XIX w. Około 300 m przed wyżej opisanym murem z basztą znajduje się jeszcze jeden mur również biegnący w poprzek cypla, mający 155 metrów długości, 2,2 m grubości i nieznaną wysokość (dziś jego resztki sięgają 1,5 m wysokości). Nie jest znana data jego powstania, zakłada się, że jest on najmłodszym, uzupełniającym elementem fortyfikacji i zbudowano go w okresie księstwa Teodoro, w XIV – XV w. Główny mur z basztą, jak wynika z cech jego konstrukcji, powstał niewątpliwie w czasach bizantyjskich, jednak nie jest jasne czy na przełomie VI/VII w n.e., czy w połowie IX w. (były to dwa okresy wzmożonych prac fortyfikacyjnych na południowym Krymie). Wiadomo natomiast, że twierdza została zniszczona wraz z całym księstwem Teodoro przez Turcję pod koniec 1475.

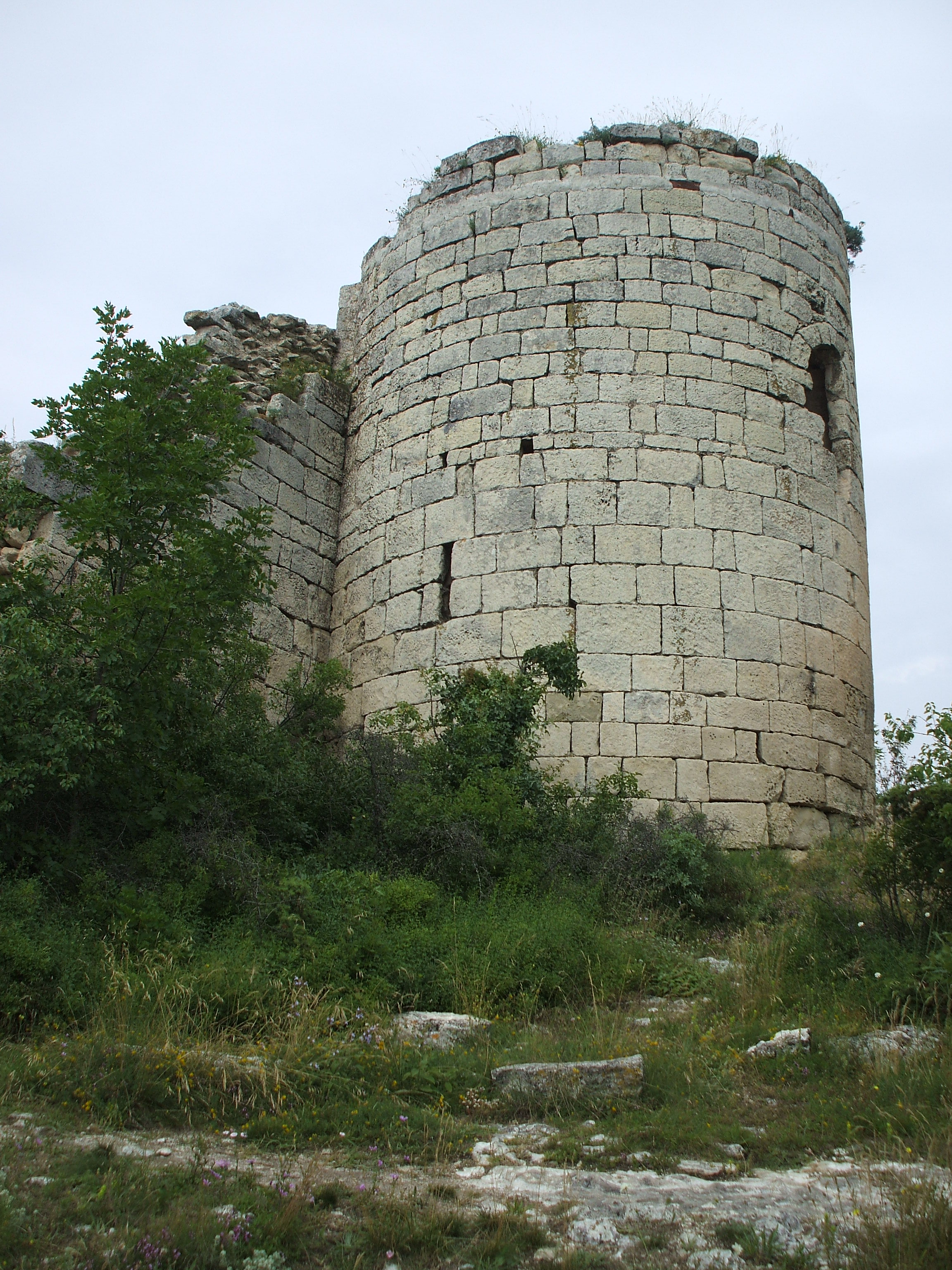
Twierdza Siujreńska 2011

Dość nietypową cechą twierdzy jest to, że nie posiada ona żadnych skalnych grot, tak charakterystycznych dla innych średniowiecznych, obronnych osad południowego Krymu. Nie wiadomo czy chroniony murami obszar był zabudowany w czasach bizantyjskich (czasami takie fortyfikacje nie miały ludności oprócz garnizonu, a pustą przestrzeń wewnątrz murów traktowano jako schronienie dla ludności okolicznej na czas wojny). Natomiast co najmniej część cypla chronionego murami była zabudowana domami w okresie Feodoro.  